# Johann Pölzer junior
Johann Pölzer (* 5. August 1903 in Wien, Österreich-Ungarn; † 27. September 1964 in Sittendorf, Gemeinde Wienerwald) war ein österreichischer Gewerkschafter und Politiker (SPÖ).

## Leben
Johann Pölzer junior war der Sohn des Nationalratsabgeordneten und Wiener Gemeinderates Johann Pölzer senior sowie der Favoritner Gemeinderätin Amalie Pölzer. Er machte eine Maschinenschlosserlehre und engagierte sich in der Sozialdemokratie und in der Gewerkschaft. Ab 1924 arbeitete er im Elektrizitätswerk Wien und war dort ab 1927 Betriebsratsobmann. Nach den Februarkämpfen, bei denen er für eine Stromabschaltung als Zeichen für den Generalstreik gesorgt hatte, floh er in die Tschechoslowakei, im Ständestaat wurde er in Abwesenheit zum Tode verurteilt. Nach dem Anschluss Österreichs 1938 kehrte er nach Österreich zurück. Das Angebot der Nationalsozialisten zur Zusammenarbeit lehnte er ab und geriet daher wegen illegaler Gewerkschaftstätigkeit mehrfach in Haft und wurde zur Zwangsarbeit am Südostwall abkommandiert.
1945 schloss Pölzer sich der Sozialdemokratischen Partei Österreichs an. Von 1951 bis 1963 war er Vorsitzender der Gewerkschaft der Gemeindebediensteten. Zwischen 1949 und 1953 war er Wiener Gemeinderat, anschließend von 1953 bis 1963 Abgeordneter zum Nationalrat.
Pölzer wurde mit dem Großen Silbernen Ehrenzeichen für Verdienste um die Republik Österreich ausgezeichnet. 1968 wurde die Johann-Pölzer-Gasse in Wien-Favoriten nach ihm benannt. Außerdem trägt ein Studentenwohnheim in der Brigittenau (Burghardtgasse 23) seinen Namen.